# Poa huecu
Poa huecu là một loài cỏ trong họ hòa thảo, thuộc chi poa.